# Sornzig-Ablaß
Sornzig-Ablaß là một đô thị trong huyện Nordsachsen, in bang tự do Sachsen, nước Đức. Đô thị Sornzig-Ablaß có diện tích 31,89 km², dân số thời điểm ngày 31 tháng 12 năm 2005 là 2375 người.